# マイケル・ハンター
マイケル・ハンター（Michael Hunter、1988年7月10日 - ）は、アメリカ合衆国のプロボクサー。カリフォルニア州バンナイズ出身。現WBA世界ヘビー級ゴールド王者。

## 来歴

### アマチュア時代
2006年、18歳でナショナル・ゴールデン・グローブにスーパーヘビー級で出場し、決勝でフェリックス・スチュワートに敗退した。また、同年の世界ユース選手権にヘビー級で出場し、銅メダルを獲得した。
2011年、ナショナル・ゴールデン・グローブにヘビー級で出場し、優勝した。
2012年、ロンドンオリンピックにヘビー級で出場し、1回戦でアルツール・ベテルビエフに敗退した。

### プロ時代
2013年3月9日、アリゾナ州フェニックスのセレブリティ・シアターでプロデビュー戦を行い、3回2分59秒TKO勝ち。
2016年5月13日、ネバダ州ラスベガスのサムズタウン・ホテル＆ギャンブルホール・ラスベガスでアイザイア・トーマスとNABOクルーザー級王座決定戦を行い、10回3-0の判定勝ちを収め王座獲得に成功した。
2017年4月8日、メリーランド州オクソンヒルのMGMナショナル・ハーバー内ザ・シアターにてワシル・ロマチェンコ対ジェイソン・ソーサの前座でWBO世界クルーザー級王者オレクサンドル・ウシクに挑戦し、キャリア初黒星となる12回0-3（110-117×3）の判定負けを喫し、王座獲得に失敗した。
2018年10月13日、ロンドンのヨーク・ホールでマーティン・バコーレとIBOインターコンチネンタルヘビー級王座決定戦を行い、10回2分19秒TKO勝ちを収め王座獲得に成功した。
2018年11月24日、モンテカルロのカジノ・デ・サレ・メデシンでアレクサンダー・ウスティノフとWBAインターナショナルヘビー級王座決定戦を行い、9回1分52秒TKO勝ちを収め王座獲得に成功した。
2019年9月13日、ニューヨーク州ニューヨークのマディソン・スクエア・ガーデン内フールー・シアターでWBAインターコンチネンタルヘビー級王者セルゲイ・クズミンと対戦し、12回3-0の判定勝ちを収め王座獲得に成功した。
2021年8月3日、ニューヨーク州ニューヨークのマディソン・スクエア・ガーデン内フールー・シアターでマイク・ウィルソンとWBAアメリカ大陸ヘビー級王座決定戦を行い、4回2分49秒TKO勝ちを収め王座獲得に成功した。
2024年6月7日、フロリダ州ハリウッドのセミノール・ハードロック・ホテル・アンド・カジノでWBA世界ヘビー級7位のカシアス・チェイニーとWBA世界ヘビー級ゴールド王座決定戦を行い、10回3-0（100-90×3）の判定勝ちを収め王座獲得に成功した。当初はWBA世界ヘビー級暫定王座決定戦として行われる予定であったが、後にゴールド王座決定戦に変更された。

## 人物・エピソード
- 父親のマイク・ハンター（英語版）は1980年代から90年代にかけて活躍したプロボクサーであり、2006年2月8日に警官に射殺されている。

## 戦績
- プロボクシング：26戦 23勝 (16KO) 1敗 2分

| 戦           | 日付           | 勝敗 | 時間     | 内容    | 対戦相手                     | 国籍             | 備考                                        |
| ------------ | -------------- | ---- | -------- | ------- | ---------------------------- | ---------------- | ------------------------------------------- |
| 1            | 2013年3月9日   | ☆    | 3R 2:59  | TKO     | チャド・デービス             | アメリカ合衆国   | プロデビュー戦                              |
| 2            | 2013年8月30日  | ☆    | 1R 0:59  | KO      | フランシスコ・ミレレス       | メキシコ         |                                             |
| 3            | 2014年1月24日  | ☆    | 2R 1:41  | TKO     | ゲイリー・タプソア           | アメリカ合衆国   |                                             |
| 4            | 2014年4月3日   | ☆    | 6R       | 判定3-0 | ロドニー・ヘルナンデス       | アメリカ合衆国   |                                             |
| 5            | 2014年6月21日  | ☆    | 8R       | 判定3-0 | ジェリー・フォレスト         | アメリカ合衆国   |                                             |
| 6            | 2014年8月22日  | ☆    | 4R 0:53  | TKO     | ハーヴィー・ジョリー         | アメリカ合衆国   |                                             |
| 7            | 2015年2月5日   | ☆    | 8R       | 判定3-0 | アベリー・ギブソン           | アメリカ合衆国   |                                             |
| 8            | 2015年6月20日  | ☆    | 4R 1:23  | TKO     | デオン・エラム               | アメリカ合衆国   |                                             |
| 9            | 2015年7月25日  | ☆    | 1R 1:11  | TKO     | マイク・ビセット             | アメリカ合衆国   |                                             |
| 10           | 2015年10月13日 | ☆    | 4R 終了  | TKO     | ジェイソン・ダグラス         | アメリカ合衆国   |                                             |
| 11           | 2016年2月27日  | ☆    | 1R 2:44  | KO      | フィル・ウィリアムズ         | アメリカ合衆国   |                                             |
| 12           | 2016年5月13日  | ☆    | 10R      | 判定3-0 | アイザイア・トーマス         | アメリカ合衆国   | NABO北米クルーザー級王座決定戦              |
| 13           | 2017年4月8日   | ★    | 12R      | 判定0-3 | オレクサンドル・ウシク       | アメリカ合衆国   | WBO世界クルーザー級タイトルマッチ           |
| 14           | 2018年4月21日  | ☆    | 6R       | 判定3-0 | テレル・ジャマル・ウッズ     | アメリカ合衆国   |                                             |
| 15           | 2018年6月10日  | ☆    | 5R 2:52  | KO      | イアゴ・キラーゼ             | ジョージア       |                                             |
| 16           | 2018年10月13日 | ☆    | 10R 2:19 | TKO     | マーティン・バコーレ         | コンゴ民主共和国 | IBOインターコンチネンタルヘビー級王座決定戦 |
| 17           | 2018年11月24日 | ☆    | 9R 1:52  | TKO     | アレクサンダー・ウスティノフ | ロシア           | WBAインターナショナルヘビー級王座決定戦     |
| 18           | 2019年5月25日  | ☆    | 2R 1:45  | TKO     | ファビオ・マルドナド         | ブラジル         | WBAインターナショナル防衛1                  |
| 19           | 2019年9月13日  | ☆    | 12R      | 判定3-0 | セルゲイ・クズミン           | ロシア           | WBAインターコンチネンタルヘビー級王座決定戦 |
| 20           | 2019年12月7日  | △    | 12R      | 判定1-1 | アレクサンデル・ポベトキン   | ロシア           |                                             |
| 21           | 2020年12月18日 | ☆    | 4R 1:02  | KO      | ショーン・ラフリー           | アメリカ合衆国   |                                             |
| 22           | 2021年8月3日   | ☆    | 4R 2:49  | TKO     | マイク・ウィルソン           | アメリカ合衆国   | WBA米大陸ヘビー級王座決定戦                 |
| 23           | 2021年12月2日  | △    | 10R      | 判定1-1 | ジェリー・フォレスト         | アメリカ合衆国   |                                             |
| 24           | 2023年9月30日  | ☆    | 2R 0:42  | TKO     | ミゲル・クボス               | メキシコ         |                                             |
| 25           | 2024年3月23日  | ☆    | 5R 0:10  | TKO     | イグナシオ・エルパルサ       | メキシコ         |                                             |
| 26           | 2024年6月7日   | ☆    | 10R      | 判定3-0 | カシアス・チェイニー         | アメリカ合衆国   | WBA世界ヘビー級ゴールド王座決定戦           |
| 27           | 2025年10月4日  | -    | -        | -       | クブラト・プレフ             | ブルガリア       | WBA世界ヘビー級タイトルマッチ 試合前        |
| テンプレート |                |      |          |         |                              |                  |                                             |

## 獲得タイトル
- NABO北米クルーザー級王座
- IBOインターコンチネンタルヘビー級王座
- WBAインターナショナルヘビー級王座
- WBAインターコンチネンタルヘビー級王座
- WBA米大陸ヘビー級王座
- WBA世界ヘビー級ゴールド王座